# دهستان روپیسا
دهستان روپیسا (به لاتین: Ruepisa Gewog) یک دهستان در کشور بوتان است که در ناحیهٔ وانگدودودرنگ واقع شده‌است.